# Tipula barbarensis
Tipula barbarensis är en tvåvingeart som beskrevs av Theowald och Oosterbroek 1980. Tipula barbarensis ingår i släktet Tipula och familjen storharkrankar. Inga underarter finns listade i Catalogue of Life.